# Pietro Mogila
Pietro Mogila, o Moghila (in rumeno Petru Movilă, in ucraino Петро Могила, Petro Mohyla; Suceava, 21 dicembre 1596 – Kiev, 22 dicembre 1646), è stato un vescovo ortodosso moldavo, metropolita di Kiev.

## Biografia
Pietro Mogila nasce in una famiglia moldava di boiardi rumeni: i Movilești. Suo padre Simion I Movilă era voivoda della Valacchia ei suoi fratelli Mihai Movilă e Musa Movilă, della Moldavia. Il nome di Movilă significa "dal tumulo" in rumeno.
Parlava rumeno, latino, greco, slavo, ucraino, polacco, russo, olandese e francese. È particolarmente noto per la significativa riforma dell'istruzione e della liturgia nella Chiesa ortodossa.
Dopo aver lasciato la Moldavia, ha vissuto e lavorato in quella che oggi è l'Ucraina. Era all'epoca il regno polacco-lituano chiamato Rzeczpospolita. Ha studiato in diversi paesi europei, all'Accademia polacca di Zamość, poi nelle università olandesi e infine a Parigi, alla Sorbona.
Dopo che il padre di Mohyla fu assassinato nel 1607, Mogila e sua madre cercarono rifugio nel voivodato ruteno, parte della Piccola Polonia. Per un certo periodo vissero a Kamianets-Podilskyi e nel 1608 si trasferirono al castello di Stanisław Żółkiewski, dove rimasero per sedici anni.
Fu il fondatore della Kyiv Mohyla, una delle più antiche università della capitale ucraina.

## Attività per la diffusione della stampa
Per oltre 20 anni, Pietro Mogila ha svolto un ruolo di primo piano nella stampa di libri in Ucraina. Fu uno dei primi a stampare testi in lingua ucraina. Lui e i suoi seguaci fecero i primi passi nella formulazione dei fondamenti delle moderne lingue russa e ucraina.
La proliferazione della lingua ucraina sulla stampa faceva parte di uno sforzo più ampio della lotta dell'Ucraina per la sovranità e l'autoconservazione culturale. Mogila voleva preservare l'identità della nazione ucraina che aveva subito un'enorme pressione da parte dei regimi polacco e lituano.
Iniziò la pubblicazione di sermoni in ucraino, testi biblici in slavo ecclesiastico e libri scientifici in ucraino, polacco, greco e latino. Scrisse diversi libri distribuiti in Ucraina, Bielorussia, Polonia, Moscovia, Romania e Georgia.
Una delle sue pubblicazioni più importanti fu la prima catechesi cattolica ortodossa al mondo (1640), scritta da lui su richiesta di tutte le chiese cattoliche ortodosse. Dopo che fu approvata da diversi Patriarchi ecumenici di Costantinopoli, divenne il documento fondamentale per la dottrina della Chiesa nel mondo ortodosso. Durante il XVII e il XVIII secolo, questo libro vide 25 edizioni.
Altre sue opere degne di nota includevano Trebnyk o Euchologion (1646). Assomigliava a un'enciclopedia in cui tutti i riti e i servizi della chiesa ucraina erano sistemati. In questo, ha fatto molto per preservare la purezza del rituale ortodosso.
Un decennio prima, pubblicò la sua Anthologion in cui ha sottolineato la necessità per gli insegnanti di trovare approcci unici per ogni studente durante l'insegnamento poiché le loro abilità variavano. Sottolineò come applicare gli stessi requisiti a tutti gli studenti potrebbe non essere il metodo di insegnamento più efficace ed evidenziò la necessità che gli studenti riflettano e comprendano e non si limitino a ripetere verità scientifiche, religiose e morali.  In questo e in altri lavori, Mogila ha sottolineato la necessità per le giovani generazioni di usare la loro mente e non le emozioni per raggiungere gli obiettivi.
Nel suo Triodion (1631), Mogila espresse le sue opinioni politiche su come dovrebbe essere un sovrano ideale sostenendo che il sovrano deve mantenere la pace con i vicini; difendere le sue terre in tempo di guerra; un sovrano non è solo obbligato a emanare leggi, ma deve anzitutto limitare i propri poteri.

## Culto
È venerato come santo della Chiesa ortodossa in particolare nella Chiesa ortodossa ucraina, nella Chiesa ortodossa russa, nella Chiesa ortodossa rumena e nella Chiesa ortodossa polacca. La sua festa è celebrata il 1º gennaio ma viene commemorato anche il 5 ottobre, insieme agli altri santi metropoliti di Kiev.